# Alan Petherbridge
Alan Petherbridge (Swansea, 9 de octubre de 1927) es un deportista británico que compitió en judo. Ganó tres medallas en el Campeonato Europeo de Judo entre los años 1957 y 1962.
Participó en los Juegos Olímpicos de Tokio 1964, donde finalizó octavo en la categoría abierta.

## Palmarés internacional
| Campeonato Europeo | Campeonato Europeo      | Campeonato Europeo | Campeonato Europeo |
| Año                | Lugar                   | Medalla            | Categoría          |
| ------------------ | ----------------------- | ------------------ | ------------------ |
| 1957               | Róterdam (Países Bajos) | Medalla de plata   | 2.º dan            |
| 1958               | Barcelona (España)      | Medalla de bronce  | 2.º dan            |
| 1962               | Essen (RFA)             | Medalla de oro     | 3.er dan (A)       |